# Erminio Troilo
Erminio Troilo (Perano, 8 luglio 1874 – Padova, 19 dicembre 1968) è stato un filosofo italiano.

## Biografia
Erminio Troilo nacque a Perano in provincia di Chieti nel 1874. Insegnante di filosofia teoretica nelle università di Palermo (dal 1915) e di Padova (dal 1920), nel 1949 divenne socio nazionale dei Lincei. Partito dal positivismo del suo maestro Roberto Ardigò, pervenne a una sorta di metafisica, da lui chiamata realismo assoluto, che richiama il panteismo di Giordano Bruno e di Baruch Spinoza. L'essere eterno infinito, tutt'uno con lo spirito assoluto, è il presupposto e il principio unificatore degli esseri relativi. Trascendente e indeterminato, l'essere si immanentizza e si determina nella realtà e negli individui, oggettivandosi di fronte ai soggetti come assolutamente altro da questi.

## Opere principali
- Il misticismo moderno (1899)
- Idee e ideali del positivismo (1909)
- La filosofia di Giordano Bruno (2 voll., 1907-14)
- Il positivismo e i diritti dello spirito (1912)
- Figure e studi di storia della filosofia (1918)
- Lo spirito della filosofia (1925)
- Le ragioni della trascendenza o del realismo assoluto (1936)